# オルニーカ
オルニーカ（伊: Ornica  ( 音声ファイル)）は、イタリア共和国ロンバルディア州ベルガモ県にある、人口約150人の基礎自治体（コムーネ）。

## 地理

### 位置・広がり
ベルガモ県北西部のコムーネ。県都ベルガモから北北西へ33km、州都ミラノから北北東へ66kmの距離にある。

#### 隣接コムーネ
隣接するコムーネは以下の通り。括弧内のSOはソンドリオ県所属を示す。
- カッシーリオ
- クージオ
- ジェローラ・アルタ (SO)
- ヴァルトルタ

### 地震分類
イタリアの地震リスク階級 (it) では、3 に分類される
。

## 写真

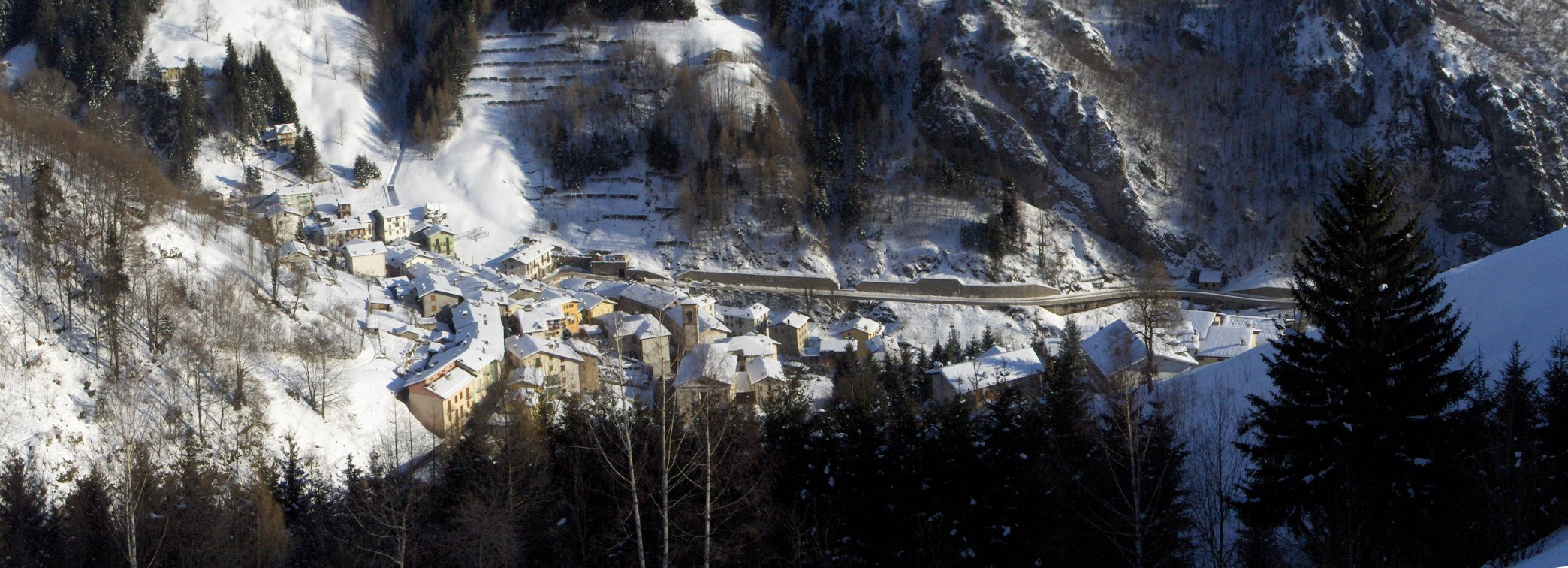
Vista Invernale
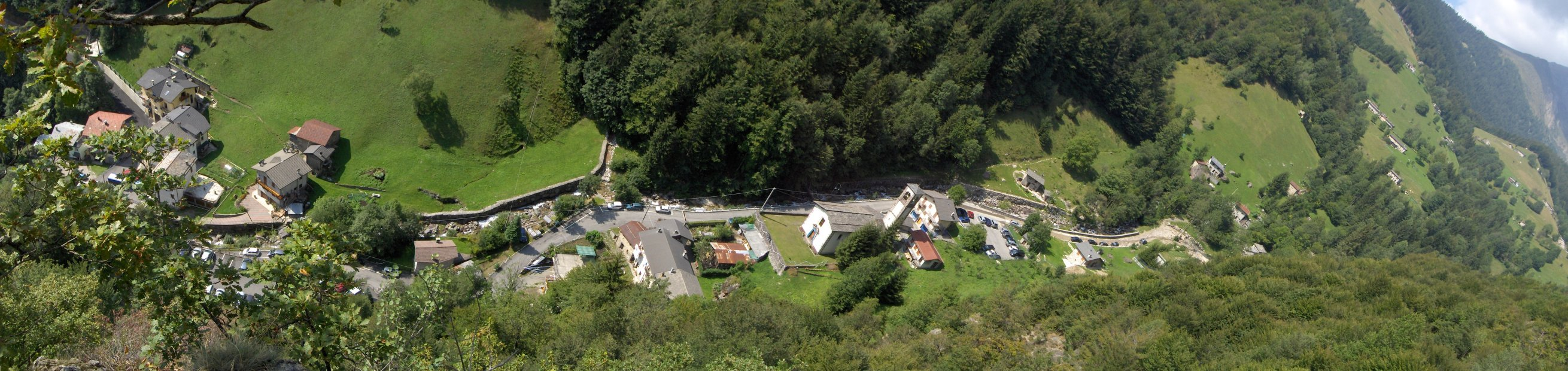
Santuario

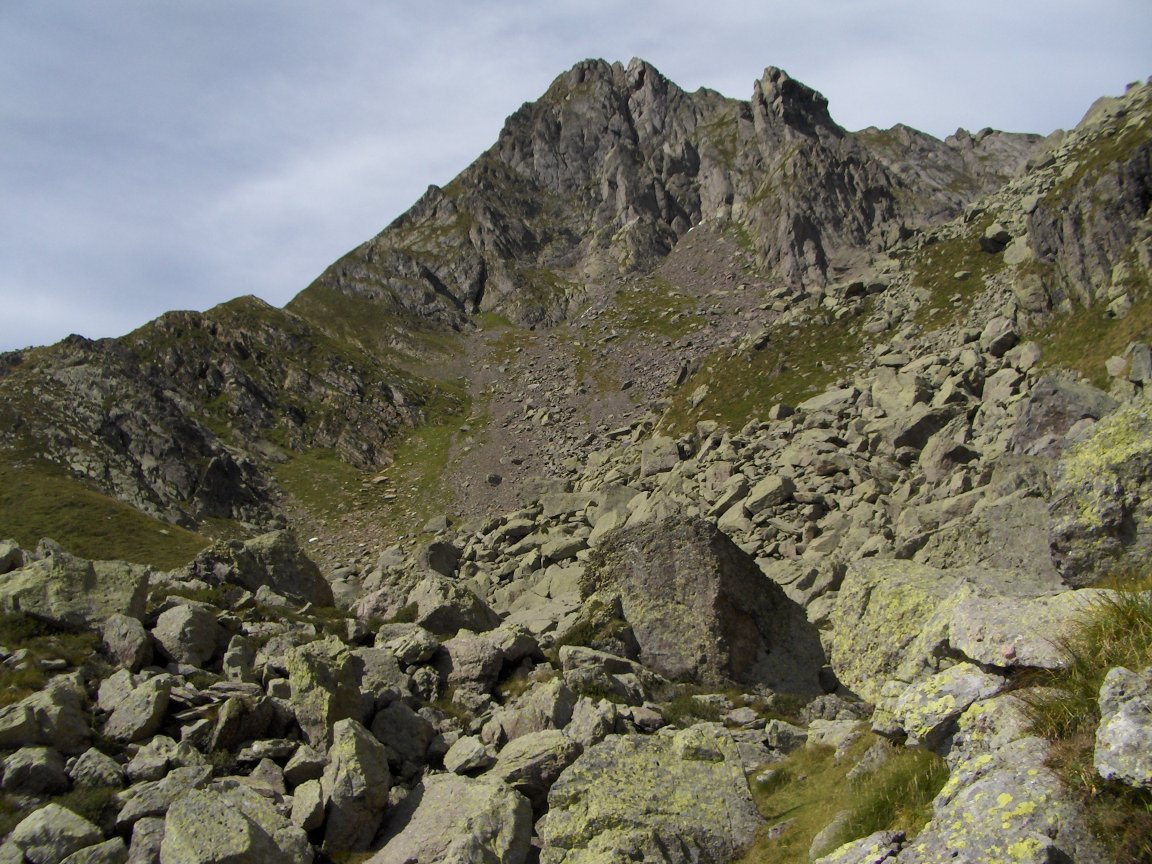
Vista del Pizzo Tre Signori
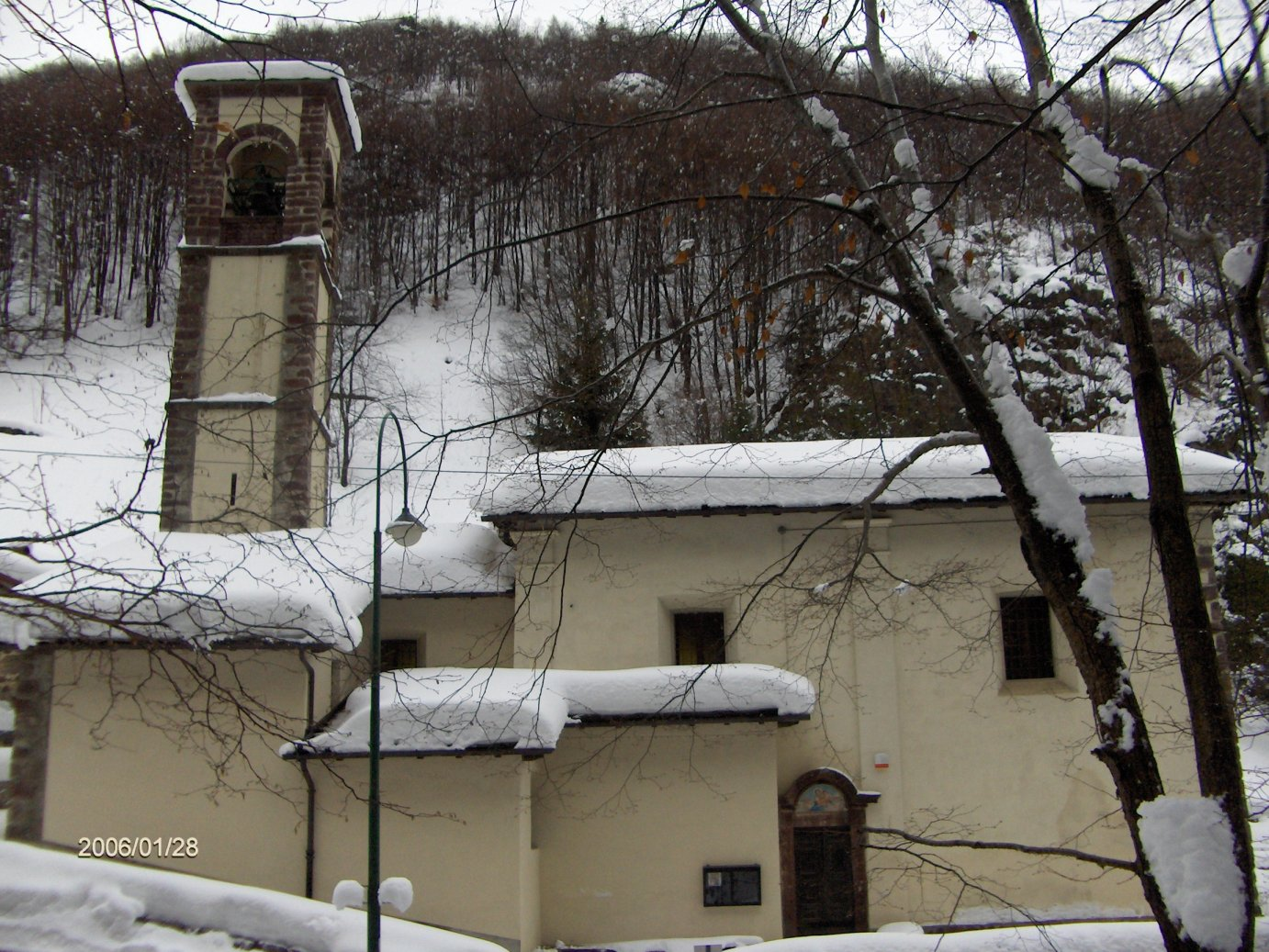
Madonna del Frassino
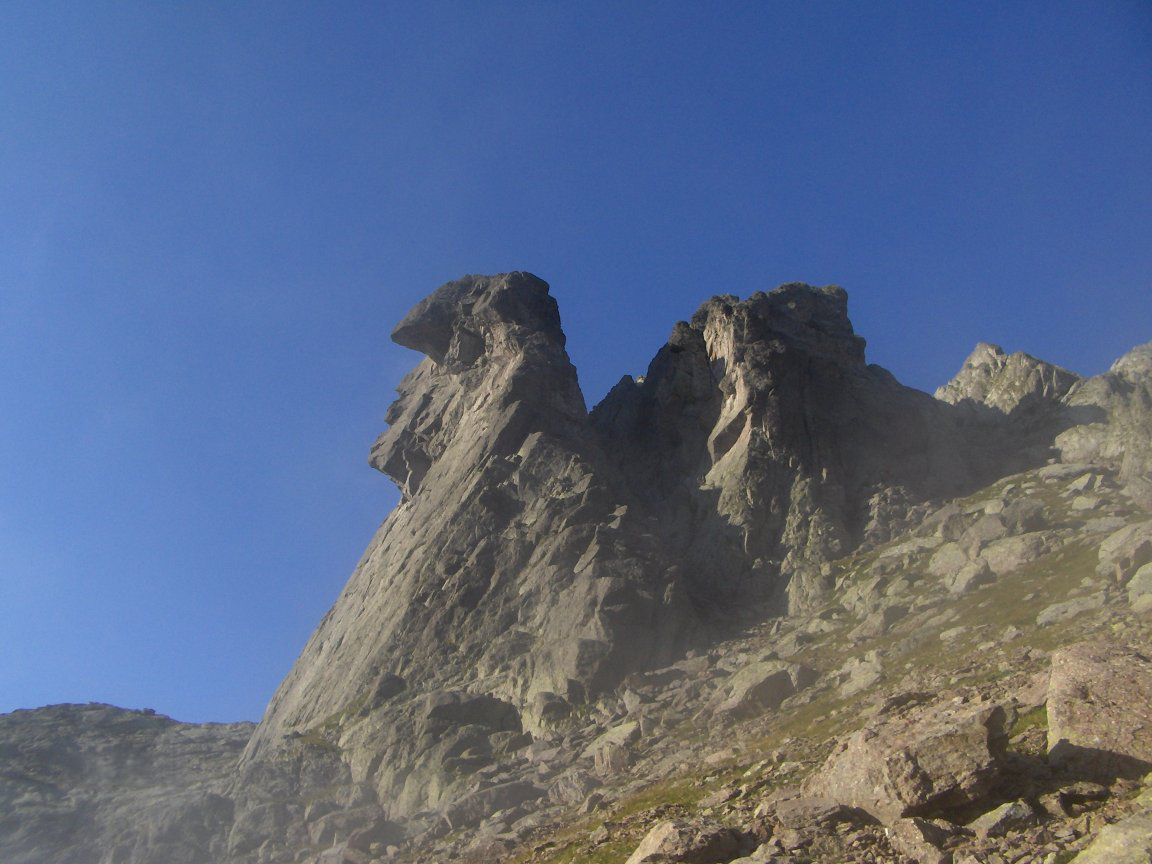
Sfinge